# Frans Molenaar
Frans Molenaar (Amsterdam, 11 mei 1940 – aldaar, 9 januari 2015) was een Nederlands couturier.

## Levensloop
Frans Molenaar groeide voor een deel op in Zandvoort en woonde met zijn ouders en broer Robby in de De Wittstraat.
Frans Molenaar liep na zijn studie aan de Vakschool voor Kleermakers in Amsterdam (1955-1958) stage bij Charles Montaigne in Parijs (1959-1960) en werkte onder andere bij het modehuis Nina Ricci (1964-1966). In 1967 opende hij zijn eerste zaak in Nederland aan de Van Baerlestraat in Amsterdam. Elk half jaar bracht hij een nieuwe collectie uit.
Naast het ontwerpen van kleding maakte Molenaar regelmatig uitstapjes naar andere disciplines. Zo verbond hij in 1998 zijn naam aan een speciale editie van de stadsauto Ford Ka. In 2003 ontwierp hij in samenwerking met Pearle brilmonturen, zowel gewone brillen als zonnebrillen. Vanaf 2004 ontwierp hij bovendien glaswerk.
Sinds 1995 is er de Frans Molenaar-prijs, door hemzelf uitgeroepen en bekostigd, voor aanstormend couturetalent. De prijs bestaat uit tienduizend euro. Een van de prijswinnaars was Percy Irausquin. In 2003 ontving Molenaar de oeuvreprijs Max Heymans-ring, die tweejaarlijks wordt uitgereikt. In 1995 was hij al benoemd tot Ridder in de Orde van Oranje-Nassau.
Molenaar overleed aan de gevolgen van een val van een trap. Hij is op Zorgvlied begraven.

## Foto's

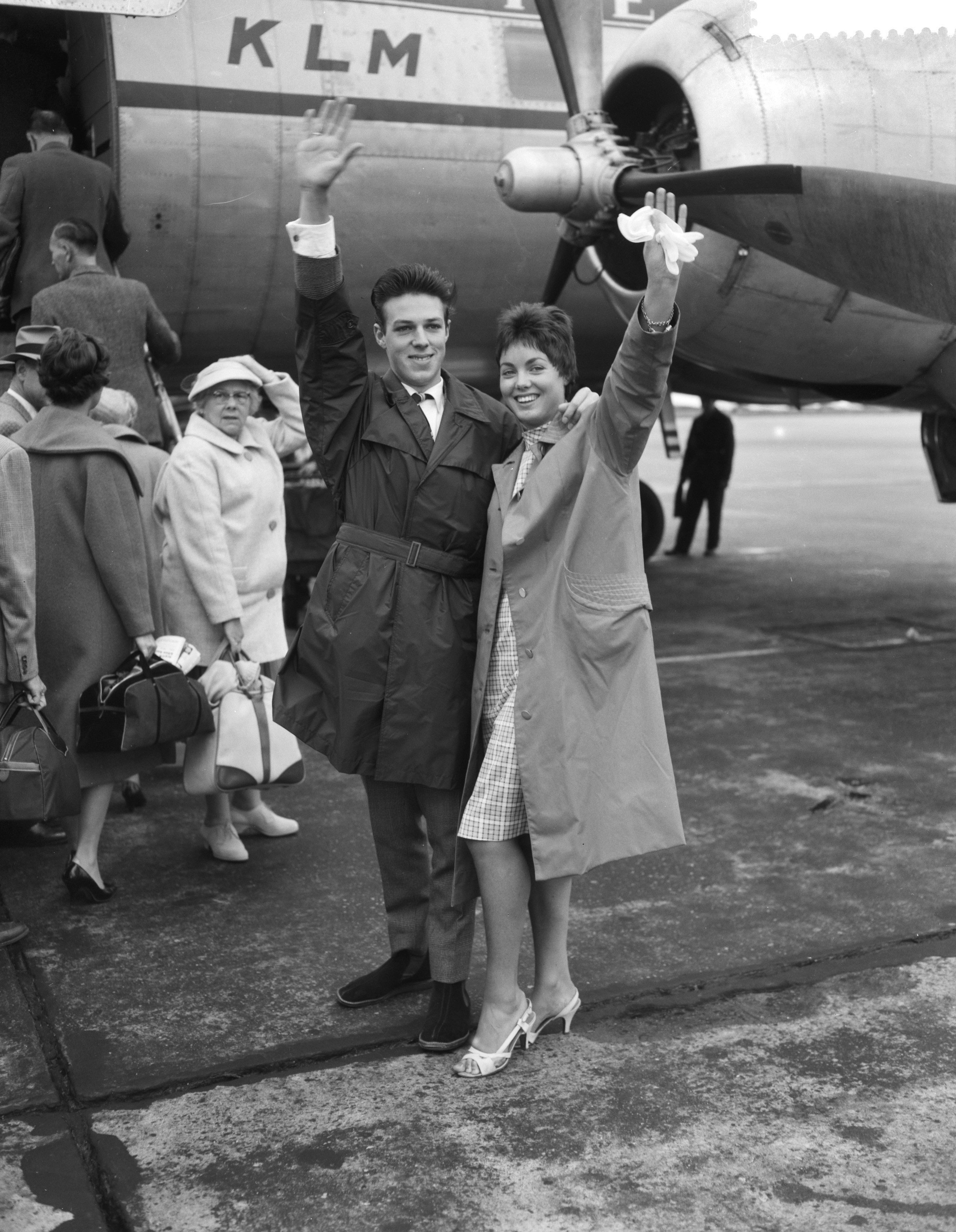
Naar Parijs in 1959
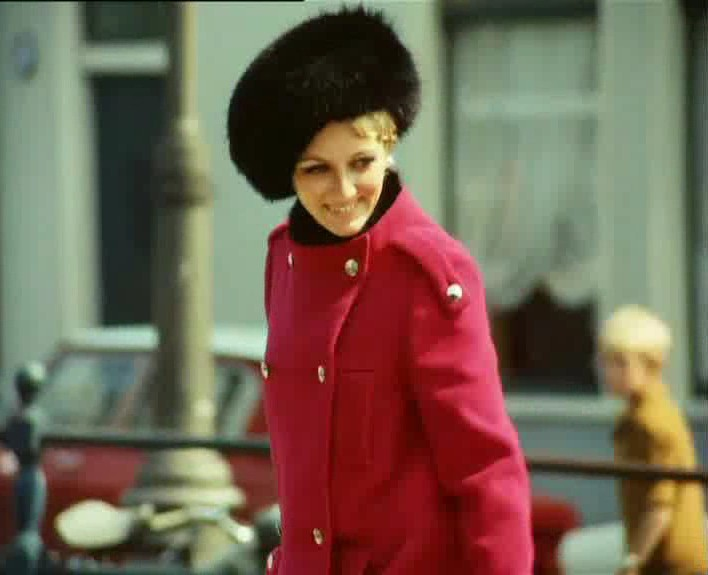
Wintermode 1967, een mantel in militaire stijl met baret van vossenbont
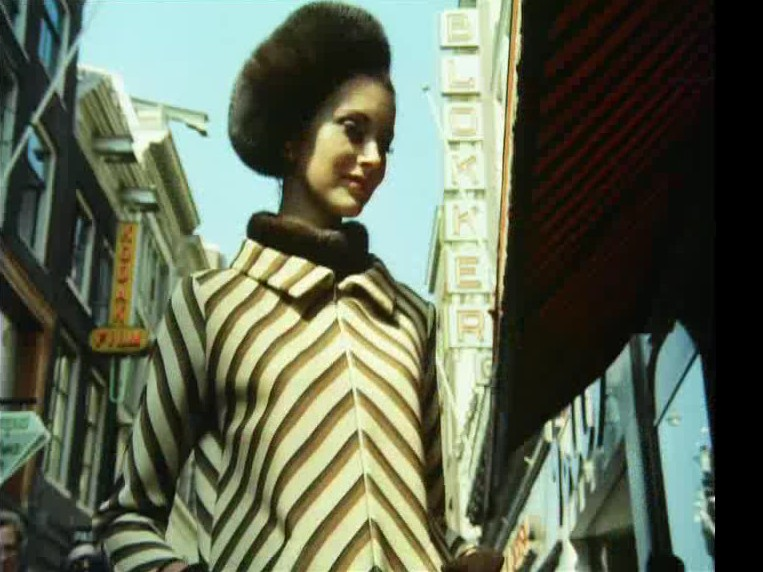
Wintermode 1967, een wollen mantelpak met bontkraag en bijpassende laarzen en hoed
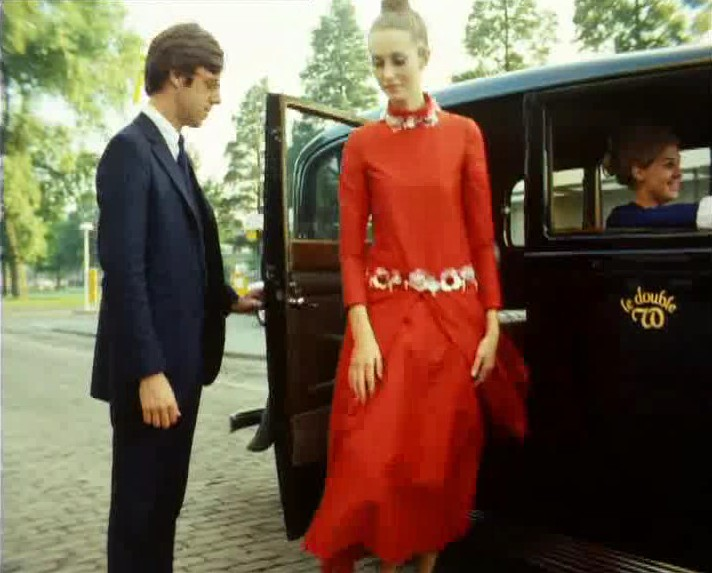
Wintermode 1967, Frans Molenaar met model in rode avondjurk
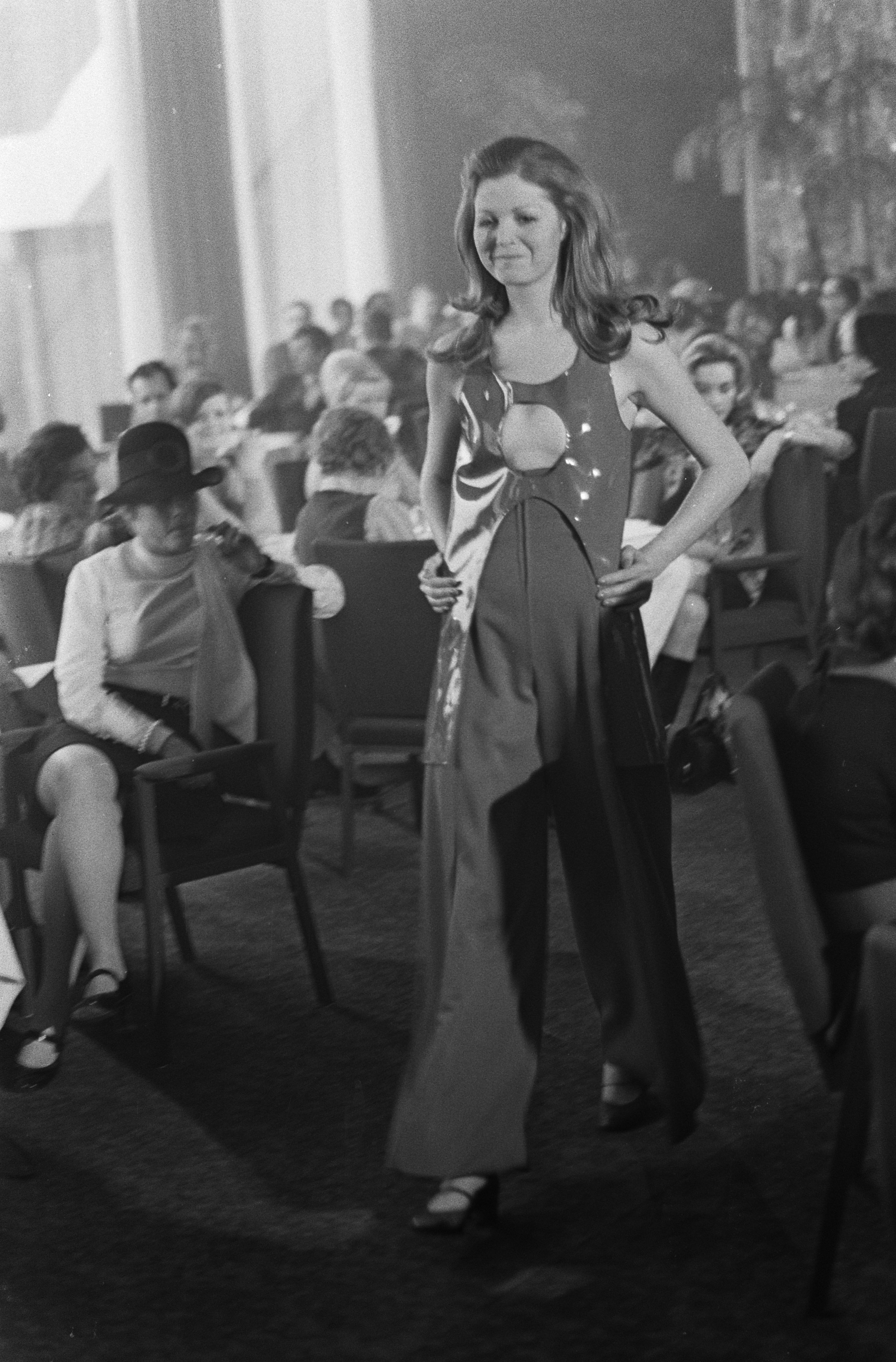
Ontwerp op de Nationale finale Euromode-ontwerpwedstrijd in 1969
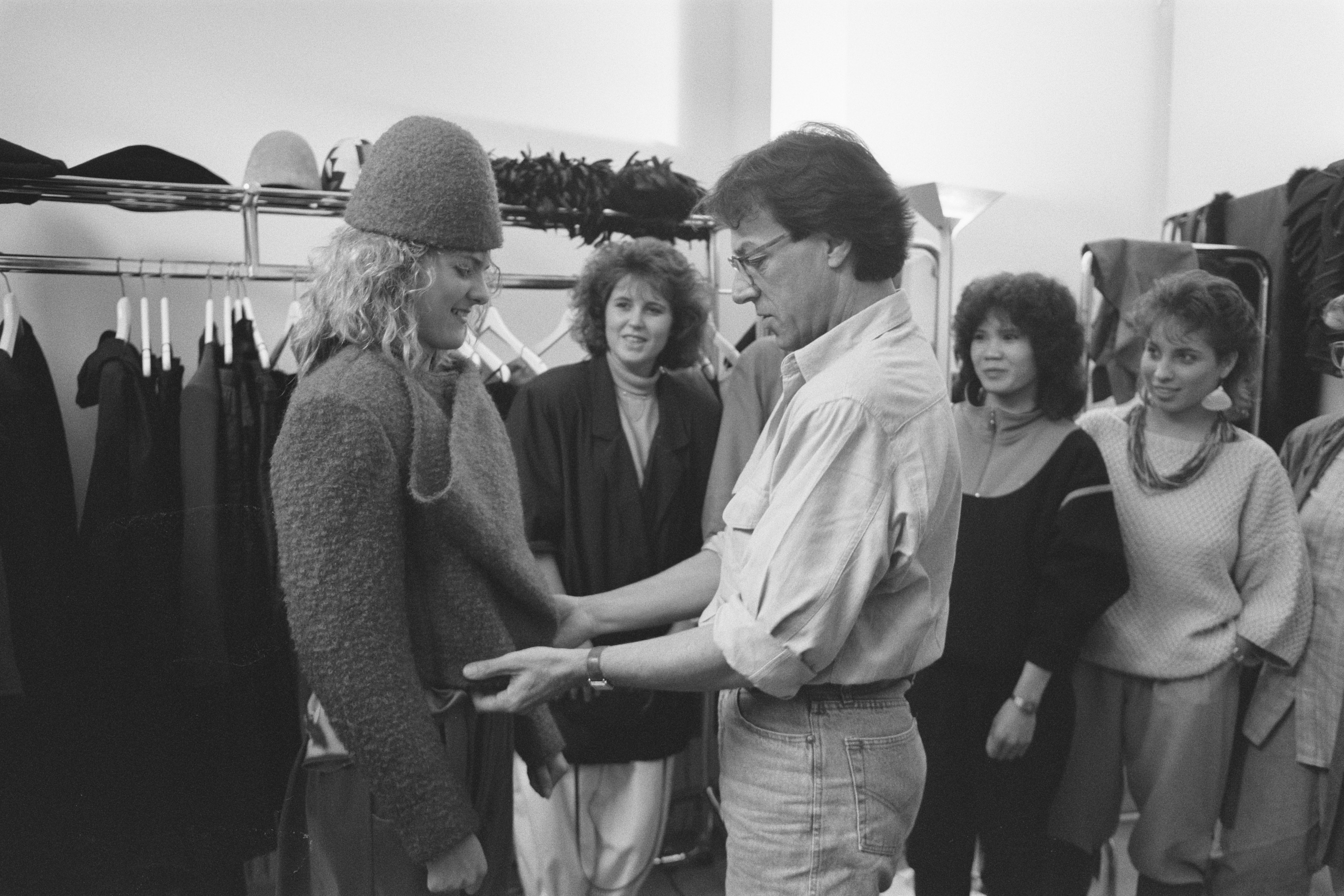
Modeschool in zijn atelier in 1987

## Cameo
Molenaar was in 2000 eenmalig als zichzelf te zien in de dramaserie Westenwind.

## Tentoonstellingen
- 1986 - gemeentemuseum Den Haag, overzichtstentoonstelling Frans Molenaar Haute Couture 1967-1987
- 2005 - Centraal Museum, overzichtstentoonstelling Frans Molenaar - 45 jaar couture in foto’s
- 2009 - Museum Jan van der Togt, glastentoonstelling Haute verrerie